# 利府町立利府西中学校
利府町立利府西中学校（りふちょうりつ りふにしちゅうがっこう）は、宮城県宮城郡利府町にある公立中学校。通称は「利府西中」または「西中」。
校木はハルニレ。
木のあたたかみを感じられる校舎で、吹き抜けでガラス張りの「談話ホール」があり、合唱の練習などで良く使用される。
行事が盛んで体育祭や合唱コンクールなどは毎年大きな盛り上がりを見せる。
校舎周辺には熊や猪がよく出没し、たまに罠に引っかかっている。ごく稀に雉も出没する。
教室と向かい側の特別教室の間にある「多目的スペース」は広く、学年集会などができるほど。
さらにエアコンがついていて、3階には小さいステージがある。
また、災害時にプールの水を浄化し飲用水とする設備が設置されているが、2011年の東日本大震災では使用されなかった。
利府町内の中学校で唯一弓道部が無い中学校である。

## 沿革
- 2001年 - 利府町の急激な人口増加に対応する形で、以前は利府町立利府中学校区だった神谷沢・菅谷・菅谷台地区をカバーする中学校として開校する[1]。
- 2011年 - 東日本大震災の影響で体育館が全面的に使用できなくなったが、現在は復旧している。

## 学区
- 利府二小、菅谷台小